# Odontopyge terebrum
Odontopyge terebrum är en mångfotingart som beskrevs av Ribaut 1907. Odontopyge terebrum ingår i släktet Odontopyge och familjen Odontopygidae. Inga underarter finns listade i Catalogue of Life.